# Antonio Maria Pallavicini

Stemma dei Pallavicino

Antonio Maria Pallavicini (Cremona, 7 giugno 1674 – Roma, 23 luglio 1749) è stato un patriarca cattolico italiano.

## Biografia
Era figlio di Antonio Maria Pallavicini e di Aurelia Clavello. Nato a Cremona il 7 giugno 1674, il 31 agosto 1698 venne ordinato sacerdote nella cattedrale cittadina.
L'11 settembre 1724 venne nominato arcivescovo titolare di Lepanto, ottenendo l'ordinazione episcopale il 1º ottobre di quello stesso anno per mano di papa Benedetto XIII, assistito da Niccolò Paolo Andrea Coscia, arcivescovo titolare di Traianopoli di Rodope, e da Domenico Rossi, vescovo di Vulturara e Montecorvino.
Il 23 settembre 1743 venne nominato patriarca titolare di Antiochia.
Morì il 23 luglio 1749 a 75 anni di età.

## Genealogia episcopale
La genealogia episcopale è:
- Cardinale Scipione Rebiba
- Cardinale Giulio Antonio Santori
- Cardinale Girolamo Bernerio, O.P.
- Arcivescovo Galeazzo Sanvitale
- Cardinale Ludovico Ludovisi
- Cardinale Luigi Caetani
- Cardinale Ulderico Carpegna
- Cardinale Paluzzo Paluzzi Altieri degli Albertoni
- Papa Benedetto XIII
- Patriarca Antonio Maria Pallavicini